# Кекесана, Лучо
Луис Кекесана Хаймес (Luis Quequezana Jaimes) родился в Лиме, Перу 25 сентября 1974 года, более известен под именем Лучо Кекесана (Lucho Quequezana) — перуанский музыкант, мультиинструменталист и композитор.

## Биография
Родился в Лиме, его отец родом из Куско, а мать родилась в Уанкайо. Когда ему было 11 лет, семья переехала в Уанкайо из-за болезни его старшего брата. С самого начала своей музыкальной карьеры он занимался традиционной музыкой Анд, играя на более чем 25 музыкальных инструментах, в число которых входили и струнные, и духовые инструменты, и перкуссия. Также, в возрасте 11 лет Кекесана занялся самообразованием, а в 13 лет начал сочинять музыку.
Благодаря своим идеям о перуанской музыке-фьюжн и возможностям музыканта-мультиинструменталиста он объехал с гастролями всю Европу, Азию и Соединенные Штаты.
Этот исполнитель традиционной перуанской музыки участвовал в проекте «Сонидос Вивос» (Sonidos Vivos), созданном при содействии ЮНЕСКО, и который был направлен на популяризацию перуанской музыки среди музыкантов разных стран мира. Проект имел большой успех.
В 2002 году Кекесана открыл в Лиме собственную студию под названием «Кабина Либре» (Cabina Libre) и стал сочинять музыку для фильмов, радио- и телепередач.
В Перу в 2011 году его диск Kuntur (Кондор) стал самым продаваемым диском, а в 2012 был четвёртым в списке лидеров продаж.
В 2012 он начал вести программу «Проба звука» (Prueba de sonido) на канале Plus TV. В том же году он представил спектакль, поставленный совместно с музыкантом Хоо Бак Куать (Huu Bac Quach), с которым он работал в проекте Sonidos Vivos.
В марте 2013 года Кекесана провел на площади Пласа-де-Армас в Лиме, Перу первый концерт, для которого была использована солнечная энергия.

## Дискография
- Kuntur (Кондор) (2004)

## Награды
Кекесана был удостоен следующих наград:
- Лауреат первой премии в конкурсе короткометражных фильмов, проведенном в 2001 году Национальным советом по кинематографии (Conacine). Категории: «лучший режиссёр» и «лучший короткометражный фильм». (Лима, Перу)
- Финалист корейской культурной Олимпиады 2004. (Сеул, Корея)
- Член жюри Латиноамериканского кинофестиваля в 2004, 2005 и в 2007 годах. (Лима, Перу)
- Получил грант в Musique Multi-Montréal (Канада) от фонда культуры ЮНЕСКО Ашберг в 2006 году.
- Награда за лучшее выступление в истории Musique Multi-Montréal (Канада)в истории организации фонда культуры ЮНЕСКО Ашберг за свой проект Sonidos Vivos. (Канада)
- Член международного жюри по присуждению премии Galaxie, Канада, 2007 года.
- Номинация в категории «концерт года» на премию Opus 2007. (Канада)
- Член Жюри по отбору получателей гранта от фонда культуры ЮНЕСКО Ашберг в 2007 году (Канада).
- Лауреат премии Национального совета по кинематографии (Conacine)2007 в категории «лучшая музыка». (Лима, Перу)
- Лауреат премии конкурса документальных фильмов Национального совета по кинематографии (Conacine)2008, полученной за документальный фильм о проекте Sonidos Vivos. (Лима, Перу)
- Премия Ibermedia 2009 за документальный фильмо о проекте Sonidos Vivos. (Испания)
- Премия Бюро по защите интеллектуальной собственности Перу (Indecopi) за успешное использование средств по защите интеллектуальной собственности.